# Richard Gisser

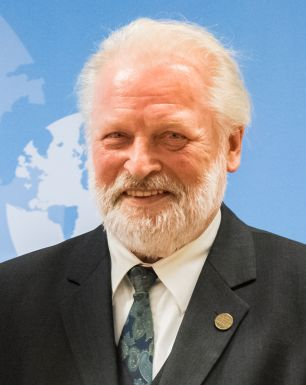
Richard Gisser (2015)

Richard Gisser (* 11. Juli 1939 in Wien) ist ein österreichischer Bevölkerungswissenschaftler, der bis zu seiner Pensionierung Führungsaufgaben im Österreichischen Statistischen Zentralamt (der heutigen Statistik Austria) ausübte. Daneben war er der langjährige Direktor, später stellvertretender Direktor des Vienna Institute of Demography der Österreichischen Akademie der Wissenschaften, das zum Forschungskooperationsprojekt Wittgenstein Centre for Demography and Global Human Capital gehört.

## Leben
Richard Gisser wuchs als Sohn eines Gutsverwalters für die Fürsten Reuß im nördlichen Niederösterreich auf und legte 1957 am Bundesrealgymnasium Laa an der Thaya die Matura ab. Von 1958 bis 1964 studierte er Soziologie und Humangeographie an der Universität Wien, wo er 1975 mit einer Dissertation über Migrationsströme nach Wien promovierte. 1976 legte er auch das Staatsexamen in amtlicher Statistik ab.
Nach dem Studium war er von 1964 bis 1968 am Österreichischen Institut für Raumplanung wissenschaftlich tätig und wechselte 1969 an das damalige Österreichische Statistische Zentralamt, die heutige Statistik Austria, wo er zunächst Leiter der Sektion Bevölkerungs- und Migrationsstatistik, von 1985 bis 2001 Direktor der Direktion Bevölkerung und ab 2001 stellvertretender Direktor der Direktion Bevölkerung und Sozialstatistik war, ehe er 2002 in den Ruhestand versetzt wurde. Er ist weiterhin Mitglied der Österreichischen Statistischen Gesellschaft (ÖSG) und organisiert dort den Arbeitskreis Demographie. 1986 wurde ihm der Amtstitel Hofrat verliehen.
Daneben leitete Gisser am österreichischen Institut für Demographie (IfD) schon seit 1977 die Sektion Angewandte Demographische Forschung und war von 1987 bis 2001 (mit einer kurzen Pause) Direktor dieser Forschungseinrichtung der Österreichischen Akademie der Wissenschaften (ÖAW), an deren nachhaltiger Entwicklung er großen Anteil hatte. Nach der Umwandlung des IfD zum Vienna Institute of Demography (VID) unter Wolfgang Lutz übernahm er bis Ende 2017 den Posten eines stellvertretenden Direktors und (zusammen mit Isabella Buber-Ennser) die Leitung der Forschungsgruppe Demographie Österreichs. Außerdem war er in diversen bevölkerungsrelevanten Kommissionen der ÖAW vertreten und von 1988 bis 2001 Dozent in Demographie an der Universität Wien.
Er ist seit 2000 bis heute Herausgeber der Statistischen Nachrichten, der Printpublikation der Statistik Austria, außerdem gehört er zur Redaktionsleitung des Vienna Yearbook of Population Research des VID (seit 2003) sowie von Demografie, Prag (seit 2013).
Im Auftrag der österreichischen Regierung war Gisser von 1977 bis 2005 ständiger Delegierter im European Population Committee des Europarats in Straßburg, außerdem bei mehreren internationalen Konferenzen zur Bevölkerungsentwicklung und als eingeladener Experte zu vielen demographischen und statistischen Themen. Als langjähriger Kenner des Fachgebiets hat er zwischen 1978 und 2014 immer wieder internationale Expertentreffen organisiert.
Schwerpunkte seiner Forschung sind die historische Demographie Österreichs, demographische und soziale Statistik, Trends und Projektionen der Bevölkerungsentwicklung sowie die damit verbundenen bevölkerungspolitischen Implikationen.
Er ist verheiratet und Vater von drei Kindern.
Sein Elternhaus, die ehemalige "Gisservilla" in Dörfles/Ernstbrunn, beherbergt heute das Wolfsforschungszentrum (WSC) / Wolf Science Center.

## Mitgliedschaften
- International Union for the Scientific Study of Population (IUSSP)
- European Association for Population Studies (EAPS)
- Deutsche Gesellschaft für Demographie (DGD)
- Österreichische Statistische Gesellschaft (OSG; Organisator der Sektion Demographie)

## Auszeichnungen
- 2015 Österreichisches Ehrenkreuz für Wissenschaft und Kunst I. Klasse
- 2004 Bene Merito-Medaille der Österreichischen Akademie der Wissenschaften[4]
- 1988 Z-Preis für Wissenschaft des Adolf-Schärf-Fonds
- 1987 Großes Ehrenzeichen für Verdienste um die Republik Österreich

## Publikationen (Auswahl)
- Johannes Klotz und Richard Gisser, Mortality Differentials by Religious Denomination in Vienna 1981–2002. VID Working Paper 8/2015
- Richard Gisser und Dalkhat Ediev: Österreichs Familien 2032 – neue Aspekte. In: Wolfgang Lutz, Helmut Strasser (Hrsg.) Österreich 2032. Festschrift zum 80. Geburtstag von Gerhart Bruckmann. Schriftenreihe des Instituts für Demographie der Österreichischen Akademie der Wissenschaften, Bd. 22, 63–102. Wien (2012).
- Richard Gisser: New Migration Flow Statistics in Austria (Methods, Problems and Outcomes). Working Paper for the Joint ECE/EUROSTAT Work Session on Migration Statistics, Geneva, 8–10 May 2000.
- Richard Gisser: Wirkungen geburtenfördernder Maßnahmen. In: Richard Gisser, Ludwig Reiter, Helmuth Schattovits und Liselotte Wilk (Hrsg.): Lebenswelt Familie, 641–647. Wien (1990).
- Charlotte Höhn, Karl Martin Bolte, Richard Gisser, Jürg A. Hauser und Ralf Hußmanns: Mehrsprachiges Demographisches Wörterbuch, deutschsprachige Fassung. Schriftenreihe des Bundesinstituts für Bevölkerungsforschung, Sonderbd. 16. Boppard am Rhein (1987).
- Richard Gisser: Daten zur Bevölkerungsentwicklung der österreichischen Alpenländer 1819–1913. In: Österreichisches Statistisches Zentralamt (Hrsg.) Geschichte und Ergebnisse der zentralen amtlichen Statistik in Österreich 1829-1979. Beiträge zur Österreichischen Statistik 550: 403–424, und Tabellenanhang (Beiträge Heft 550A), 23–31. Wien: Österreichisches Statistisches Zentralamt (1979).